# فرنسيسكو خافيير مارتينيز رودريغيز
فرنسيسكو خافيير مارتينيز رودريغيز (بالإسبانية: Francisco Javier Martínez Rodríguez) (1 يوليو 1988 بإشبيلية في إسبانيا - ) هو لاعب كرة قدم إسباني في مركز الوسط. لعب مع خيمناستيك طركونة ونادي أوروبا ونادي أوريويلا ونادي أوسبيتاليت ونادي هويسكا وSevilla FC C ‏.

## وصلات خارجية
- فرنسيسكو خافيير مارتينيز رودريغيز على موقع قاعدة بيانات كرة القدم.إي يو (الإنجليزية)
- فرنسيسكو خافيير مارتينيز رودريغيز على موقع Soccerway.com (الإنجليزية)